# Coulongé
Coulongé – miejscowość i gmina we Francji, w regionie Kraj Loary, w departamencie Sarthe.
Według danych na rok 1990 gminę zamieszkiwało 497 osób, a gęstość zaludnienia wynosiła 33 osób/km² (wśród 1504 gmin Kraju Loary Coulongé plasuje się na 844. miejscu pod względem liczby ludności, natomiast pod względem powierzchni na miejscu 774.).